# 普萊梅茨

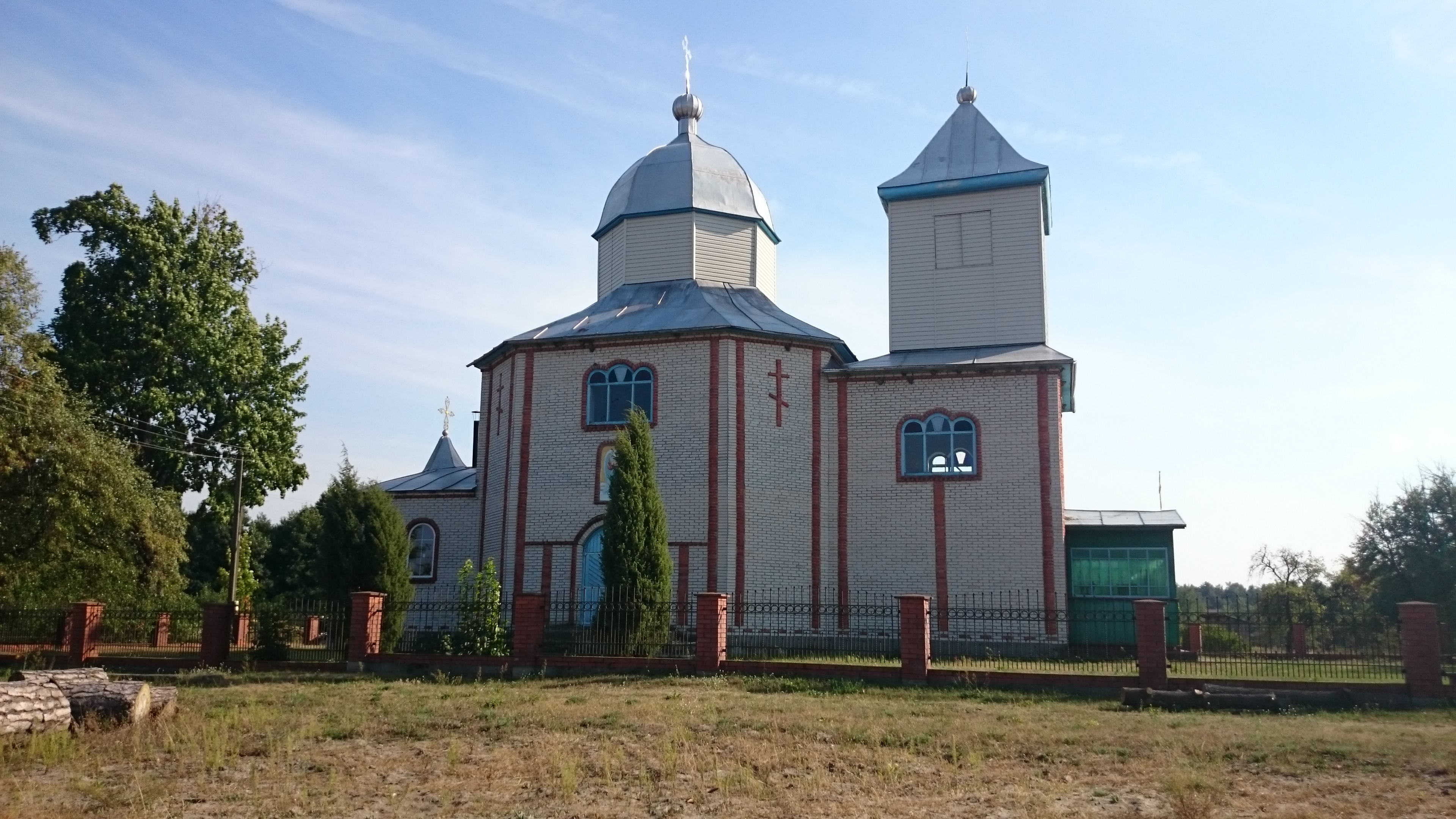

普萊梅茨（烏克蘭語：Пулемець），是烏克蘭西部沃倫州的村落，由科韋利區的沙茨克市鎮管轄，始建於1414年，面積1.88平方公里，海拔高度161米，2001年人口667，人口密度每平方公里355.73人。距離最近的白羅斯邊界約2.8公里，距離波蘭邊境約5.5公里。
51°32′31″N 23°42′38″E / 51.54194°N 23.71056°E